# Bertholzhofener Schlösschen

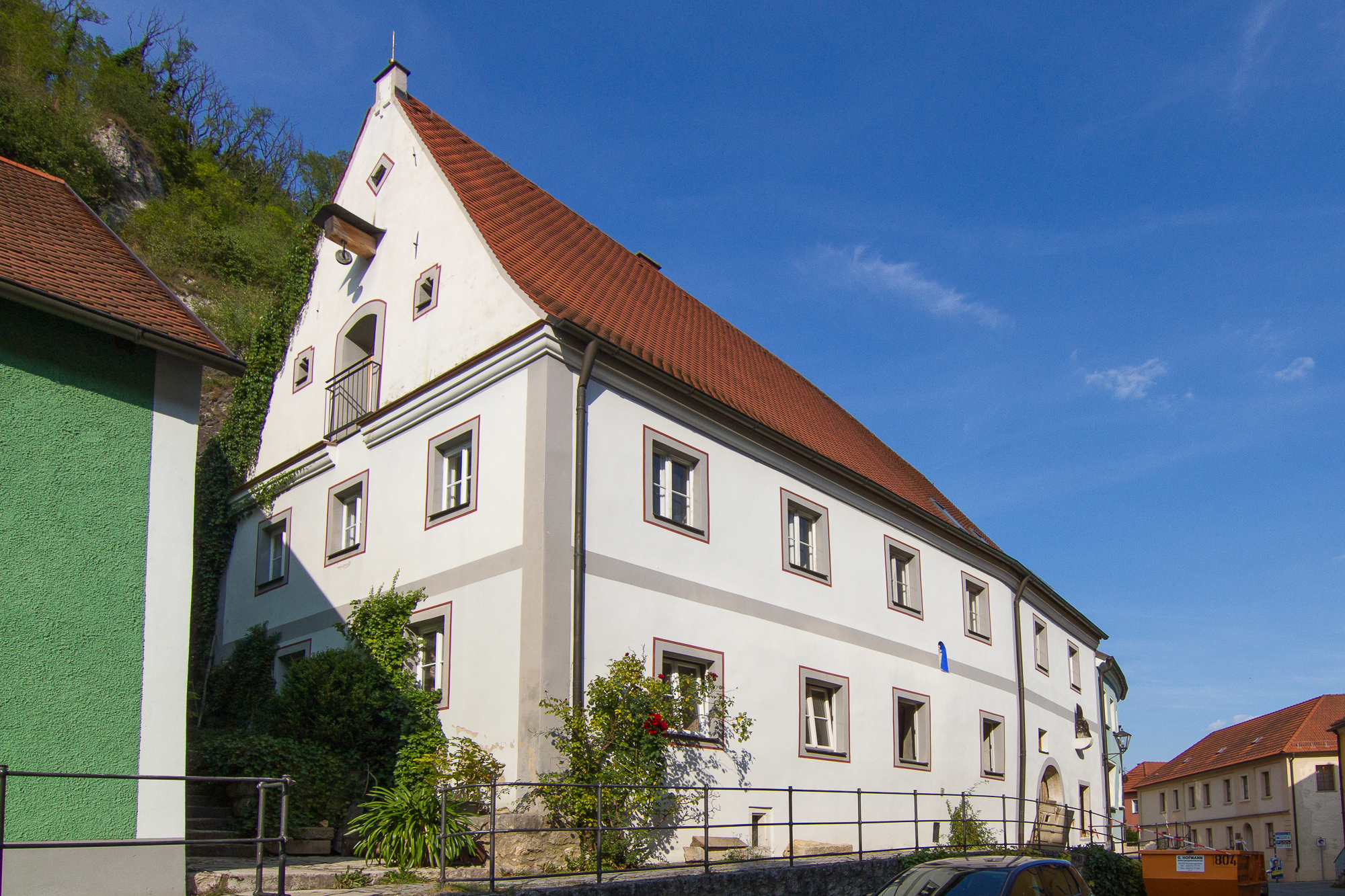
Bertholzhofener Schlösschen in Kallmünz

Das Bertholzhofener Schlösschen ist ein denkmalgeschütztes Gebäude in der Vilsgasse 24 des oberpfälzischen Marktes Kallmünz im Landkreis Regensburg (Bayern).

## Geschichte
Dieses Burggut besaßen ursprünglich die Muracher. Die Edelmannsfreiheit bezog sich nur auf das Wohnhaus. 1514 wird der Edelsitz als Pertolzhofer Haus in der pfalz-neuburgischen Landtafel erwähnt. 1532 wird eine Verbindung zur Hofmark Traidendorf genannt. 1600 heißt es Bertoltshoferischer Edelmannsitz, Burckhgueth der Hofmark Traidendorf zu Calmintz. Hans Wolf von Pertolzhoven auf Calmüntz stellte am 16. Mai 1630 für seinen Bruder, den Hammerwerks- und Hofmarksbesitzer Wilhelm von Pertolzhoven auf Traidendorff vor dem Landgericht zu Kallmünz eine Vollmacht zu seiner Vertretung auf der Landtafel aus. 1788 wird der Edelsitz, das Burggut am Ende des Marktes, bis auf das Wohnhaus „zertrümmert“.
Der Künstler Ludwig Bäuml, allgemein „der Wigg“ genannt, restauriert seit vielen Jahren im Alleingang das Bertholzhofener Schlösschen.

## Baubeschreibung
Das heute als Wohnhaus genutzte Gebäude ist ein zweigeschossiger und traufständiger Satteldachbau mit geknickter Fassade aus dem 17. und 18. Jahrhundert.